# (58419) 1996 BD4
(58419) 1996 BD4 là một tiểu hành tinh vành đai chính. Nó được phát hiện bởi Robert H. McNaught ở Đài thiên văn Siding Spring ở Coonabarabran, New South Wales, Australia, ngày 26 tháng 1 năm 1996.